# Szczeciniak (Bartoszyce)
Szczeciniak (deutsch Stettinnenhof) war ein Ort in der polnischen Woiwodschaft Ermland-Masuren. Seine Ortsstelle gehört zum Bereich der Gmina Bartoszyce (Landgemeinde Bartenstein) im Powiat Bartoszycki (Kreis Bartenstein (Ostpr.)).

## Geographische Lage
Szczeciniak liegt in der nördlichen Mitte der Woiwodschaft Ermland-Masuren, 14,5 Kilometer südlich der früheren und heute auf russischem Hoheitsgebiet gelegenen Kreisstadt Preußisch Eylau (russisch Bagrationowsk) bzw. 15,5 Kilometer westlich der heutigen Kreismetropole Bartoszyce (deutsch Bartenstein).

## Geschichte
Bei dem 1830 gegründeten kleinen Gehöft Stettinnenhof handelte es sich um einen Gutshof, der bis 1945 ein Wohnplatz des mit seinem Zentrum 500 Meter südöstlich gelegenen Nachbarortes Stettinnen (polnisch Szczeciny) im ostpreußischen Kreis Preußisch Eylau war. Sechs Einwohner lebten hier im Jahre 1910.
Als 1945 in Kriegsfolge das gesamte südliche Ostpreußen zu Polen kam, erhielt Stettinnenhof die polnische Namensform „Szczeciniak“. Doch wurde der Ort nur noch in den ersten Kriegsjahren benannt, heute wird er offizielle nicht mehr erwähnt. Er dürfte in der Osada (= „Siedlung“) Szczeciny (Stettinnen) aufgegangen sein. Die Gutsgebäude sind zum größten Teil wieder wohnlich hergerichtet. Die Ortsstelle Szczecinak gehört heute zur Landgemeinde Bartoszyce (Bartenstein) im Powiat Bartoszycki (Kreis Bartenstein (Ostpr.)).

## Religion

### Christentum
Bis 1945 war Stettinnenhof über die Muttergemeinde Stettinnen in die evangelische Kirche Eichhorn (polnisch Wiewiórki) in der Kirchenprovinz Ostpreußen der Kirche der Altpreußischen Union, außerdem in die römisch-katholische Kirche Landsberg (Ostpreußen) (polnisch Górowo Iławeckie) im damaligen Bistum Ermland eingepfarrt.

## Verkehr
Erreichbar ist die Ortsstelle Szczeciniak von Szczeciny aus über die Straße in Richtung Deksyty (Dixon).